# عايدة (فلم)
عايدة هو فيلم موسيقي مصري تم إنتاجه عام 1942، سيناريو وإخراج أحمد بدرخان وقصة عبد الوارث عسر عن (أوبرا عايدة) شارك في الغناء فتحية أحمد، عبد الغني السيد. تمثيل: أم كلثوم، إبراهيم حمودة،سليمان نجيب، عباس فارس.

## قصة الفيلم
عايدة (أم كلثوم) ابنة المدارس الريفية تهوى الموسيقى والغناء والدها محمد أفندي (عبد الوارث عسر) ناظر عزبة أمين باشا (عباس فارس) وشقيقه سليمان بك (سليمان نجيب) وللباشا ابنه في في سن عايدة هي ثريا (سامية فهمي) وابن هو سامي (إبراهيم حمودة) الذي لا يريد أن يكمل تعليمه لأنه يهوى الموسيقى ولكن الباشا يريده أن يدخل مدرسة الزراعة لرعاية أرض الأسره. جمع حب الموسيقى بين عايدة وسامي وكانت عايدة سبباً في دفع سامي للالتحاق بكلية الآداب. وكان بالعزبة رجل شقى يدعى أبو سويلم يسرق المحصول والماشية ويقاومه محمد أفندي مما يدعوا أبو سويلم لقتل محمد أفندي يوم حصول عايدة على البكالوريا ويتعهد الباشا برعاية عايدة لرد جميل محمد أفندي الذي مات في خدمته. وتلتحق عايدة بمعهد الموسيقى بمساعدة سليمان بك وترعاها بالمعهد الناظرة (نجمة إبراهيم) والضابطة (ماري منيب) لصلتها بالباشا. وتقضى عايدة أوقاتاً مرحه وشقاوة بنات وتشترك مع طالبة المعهد (آمال زايد) في صنع المقالب في الشيخ عبد الموجود (محمود رضا) مدرس اللغة العربية. وفي حفل عيد ميلاد ثريا ابنة الباشا يصرح سامي لعايدة بحبه ويطلب منها الزواج ويعترض الباشا ويتهم عايدة بإستغلال عطفه عليها والإيقاع بإبنه في شباكها مما يدعوا عايدة لأن تطلب من الباشا ان تدخل المعهد داخليه ولا تأتى للعزبه مطلقاً وفي نفس الحفل يقوم سليمان بك بتوريط الباشا في زواج ابنته ثريا من الدكتور عبد السلام (عبد الرحمن حمدى) حيث كان الباشا رافضاً. ويقدم المعهد في حفل التخرج أوبرا عايدة بالاشتراك مع طلبة كلية الآداب ويحضر الوزير الحفل وبجواره أمين باشا وفي نهاية الحفل يقدم سليمان بك أبطال الأوبراللوزير وهم سامي وعايدة ويدعوا الوزير لحضور حفل زفاف عايدة وسامي ويتورط الباشا للمره الثانية ويضطر للموافقه مرغماًًً.

## فريق العمل
إخراج: أحمد بدرخان
تأليف:
- عبد الوارث عسر (قصة)
- فتوح نشاطي  (سيناريو وحوار)
- عباس يونس (سيناريو وحوار)

إنتاج: أفلام الشرق
بطولة:
- أم كلثوم (عايدة)
- إبراهيم حمودة (سامي)
- سليمان نجيب (سليمان بك)
- عباس فارس (أمين باشا)
- عبد الوارث عسر (محمد أفندي)
- نجمة إبراهيم (ناظرة المعهد)
- ماري منيب
- آمال زايد
- حسن كامل
- سامية فهمي

## أغاني الفيلم

### أوبرا عايدة
- كلمات: أحمد رامي
- الحان: محمد القصبجي (الفصل الأول) - رياض السنباطي (الفصل الثاني)
- توزيع ورئاسة الأوركسترا: عزيز صادق - إبراهيم حجاج
- توزيع الأدوار:

| الدور       | غناء            | تمثيل         |
| ----------- | --------------- | ------------- |
| عايدة       | أم كلثوم        | أم كلثوم      |
| فرعون مصر   | حسن أبو زيد     | يحيى شاهين    |
| أمنيريس     | فتحية أحمد      | فردوس حسن     |
| راداميس     | إبراهيم حمودة   | إبراهيم حمودة |
| أموناسترو   | عبد الغني السيد | فؤاد الرشيدي  |
| رئيس الكهنة | انطون سليم      | منسي فهمي     |

### باقي الأغاني
| الأغنية                       | الملحن       | المؤلف    |
| ----------------------------- | ------------ | --------- |
| إحنا وحدنا (مع إبراهيم حمودة) | محمد القصبجي | أحمد رامي |
| عطف حبيبي وهنّاني              | محمد القصبجي | أحمد رامي |
| يا قلبي بكرة السفر            | محمد القصبجي | أحمد رامي |
| فضلي إيه يا زمان              | زكريا أحمد   | أحمد رامي |
| القطن فتح                     | زكريا أحمد   | أحمد رامي |
| يا فرحة الأحباب               | زكريا أحمد   | أحمد رامي |

- أنشودة سلّم علّي (ألحان وغناء: محمد الكحلاوي)

## روابط خارجية
- مقالات تستعمل روابط فنية بلا صلة مع ويكي بيانات